# Nové Těchanovice (přírodní rezervace)
Nové Těchanovice je přírodní rezervace v oblasti Nízkého Jeseníku, severozápadně od města Vítkov v okrese Opava. Chráněné území o rozloze 5,76 ha spravuje Krajský úřad Moravskoslezského kraje.

## Předmět ochrany
Důvodem ochrany je ojedinělá směs teplomilných a horských prvků na svahu na levém břehu řeky Moravice. Na prudkém jižním svahu v údolí Moravice se zachoval porost smíšených suťových lesů, který si v těžko přístupných partiích zachoval přirozený, místy až pralesovitý charakter.

## Flóra
Stromové patro je velmi pestré. Roste zde habr obecný (Carpinus betulus), dub letní (Quercus robur), jedle bělokorá (Abies alba), lípa malolistá (Tilia cordata), buk lesní (Fagus sylvatica), javor klen (Acer pseudoplatanus) a javor mléč (Acer platanoides), z křovin zde nalezneme zimolez obecný (Lonicera xylosteum), vzácně i lýkovec jedovatý (Daphne mezereum) a brslen evropský (Euonymus europaeus). V rezervaci se dále mimo jiné vyskytuje například lilie zlatohlavá (Lilium martagon), prvosenka vyšší (Primula elatior), hlístník hnízdák (Neottia nidus-avis), jaterník podléška (Hepatica nobilis), kapradina laločnatá (Polystichum aculeatum), udatna lesní (Aruncus vulgaris), růže převislá (Rosa pendulina) a jmelí bílé jedlové (Viscum album subsp. abietis).

## Fauna
Z hlediska místní fauny je lokalita pozoruhodná zejména z entomologického hlediska, neboť se zde vyskytuje řada vzácných druhů, jako například tesaříci (Cerambycidae) a nosatci (Curculionidae).